# Musca autumnalis
Musca autumnalis (De Geer, 1776) è un dittero appartenente alla famiglia Muscidae.

## Descrizione
Ha una lunghezza di circa 7-8 mm. Il maschio presenta l'addome di color arancio con una macchia nera nella parte centrale inferiore. La femmina è molto simile alla Musca domestica ma può essere facilmente distinta da quest'ultima in quanto presenta una striscia frontale molto più piccola.

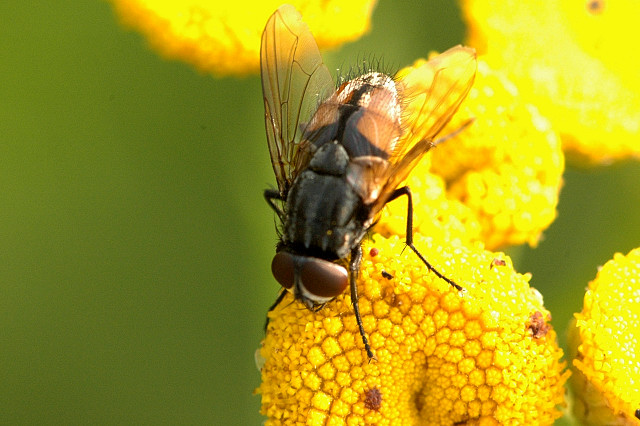
Maschio di Musca autumnalis

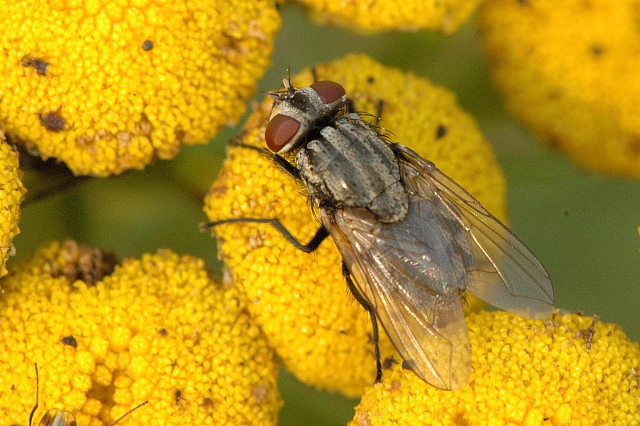
Femmina di Musca autumnalis

## Biologia
Si accumulano a centinaia attorno ai musi del bestiame, dove si nutrono delle secrezioni degli occhi, del naso e della bocca, nonché del sangue delle ferite lasciate da altri Ditteri, come le Tabanidi. Depone le uova una alla volta appena sotto la superficie del letame bovino fresco; le uova hanno una lunghezza di circa 3 mm e possiedono un piccolo peduncolo con funzione respiratoria. Così come accade per la Musca domestica dopo la schiusa delle uova il ciclo vitale si articola in ulteriori tre fasi, in successione larva, pupa e insetto adulto con capacità riproduttive.
Trascorrono la notte in strutture antropiche come stalle e fienili o tra la vegetazione; le ore diurne vengono trascorse in cerca di cibo, traendo nutrimento sia dalle piante che dal letame.

## Distribuzione
Musca autumnalis è diffusa in quasi tutta l'Europa, l'Asia centrale, nord dell'India, Pakistan, Cina, Nord Africa.
Musca domestica e Musca autumnalis sono le uniche specie di Musca presenti nel Nord America; alcune sottospecie di Musca autumnalis sono state rinvenute in Somalia e Uganda; recenti studi genetici che utilizzano la variazione di sequenza nucleotidica mitocondriale suggeriscono che una specie, morfologicamente indistinguibile, sia presente nel sud-est del Kazakistan.

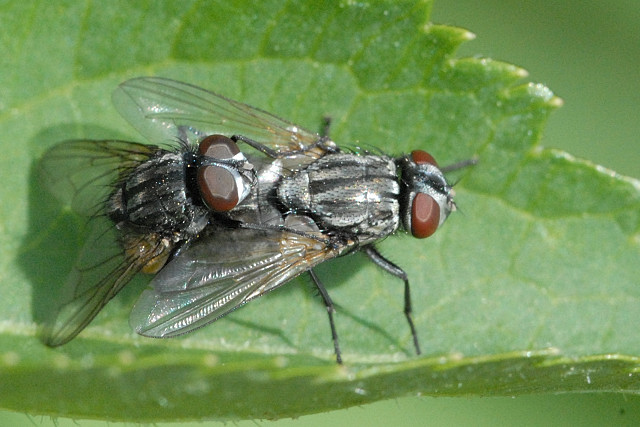
Fase di accoppiamento di Musca autumnalis

## Vettore di malattie
Musca autumnalis è considerata parassita in quanto può trasmettere la Thelazia rhodesi a bestiame e cavalli, e la cheratocongiuntivite infettiva ai bovini.